# Aeroportul Pauk
Aeroportul Pauk (IATA: PAU, ICAO: VYPK) este un aeroport din Magway Region⁠(d), Myanmar.
Situat la o altitudine de 153 m, aeroportul dispune de o singură pistă.